# بنیامین برگ
بنیامین برگ (انگلیسی: Benjamin Barg؛ زادهٔ ۱۵ سپتامبر ۱۹۸۴) بازیکن فوتبال اهل آلمان است.
از باشگاه‌هایی که در آن بازی کرده‌است می‌توان به باشگاه فوتبال کارلسروهه، باشگاه فوتبال اس‌وی زاندهاوزن، و باشگاه فوتبال وی‌اف‌آر آلن اشاره کرد.